# Leandro Barbosa
Leandro Barbosa (* 28. listopadu 1982, São Paulo) je brazilský basketbalista hrající na pozici křídla nebo rozehrávače. V současnosti působí v brazilském klubu Minas Tênis Clube. V roce 2015 vyhrál s týmem Golden State Warriors americkou ligu NBA. V NBA hrál za Phoenix Suns (2003–2010, 2014, 2016–2017), Toronto Raptors (2010–2012), Indiana Pacers (2012), Boston Celtics (2012–2013) a Golden State Warriors (2014–2016). S brazilskou reprezentací dvakrát vyhrál Mistrovství Ameriky (FIBA AmeriCup), a to v letech 2005 a 2009. Na Mistrovství Ameriky 2007 se stal nejlepším střelcem. Zúčastnil se dvou olympijských turnajů, v letech 2012 (5. místo) a 2016 (9. místo). Jeho manželkou je brazilská herečka Samara Felippová.